# Міжнародне товариство автоматизації
Міжнародне товариство автоматизації (англ. International Society of Automation, скор. ISA), яке до 2008 року називалося The Instrumentation, Systems, and Automation Society — глобальна некомерційна асоціація, основним напрямком діяльності якої є розробка стандартів у галузі промислової автоматизації. Спочатку, після свого створення, називалася Instrument Society of America. Більше відома просто під абревіатурою ISA.
З моменту своєї освіти ISA розробила понад 150 різних стандартів, які пройшли експертизу більш ніж 4000 експертів із різних галузей виробництва.

## Інтернет-ресурси
- Офіційний сайт асоціації International Society of Automation, ISA